# Ludwik Paczyński
Ludwik Paczyński (ur. 15 sierpnia 1935 w Wilnie, zm. 28 maja 2018 w Lublinie) – polski aktor teatralny i filmowy, rysownik i publicysta.

## Życiorys
W 1957 roku ukończył Państwową Wyższą Szkołę Teatralną w Warszawie. Był aktorem scen śląskich: Teatru Śląskiego im. Stanisława Wyspiańskiego w Katowicach (1957-1959) oraz Teatru Nowego w Zabrzu (1959-1961). Od 1961 roku był związany z Teatrem im. Juliusza Osterwy w Lublinie z wyjątkiem dwuletniej przerwy w latach 1970-1972, kiedy to występował na deskach Bałtyckiego Teatru Dramatycznego im. Juliusza Słowackiego w Koszalinie.
Od lat 80. XX-wieku był związany z "Kurierem Lubelskim" jako rysownik-satyryk, a swoje prace publikował w cyklu "Pan Koziołek". Pisał również przewodniki turystyczne, książki dla dzieci oraz był autorem wydanego po raz pierwszy w 1997 roku zbioru "Lubelskie anegdoty teatralne".
Pochowany na cmentarzu przy ulicy Lipowej w Lublinie.

## Filmografia
- Godziny nadziei (1955)
- Prom (1970)
- Niebieskie jak Morze Czarne (1971)
- Katastrofa w Gibraltarze (1983)
- Chopin. Pragnienie miłości (2002)

## Wybrane publikacje
- Roztocze: przewodnik (wraz z Włodzimierzem Wójcikowskim, 1977)
- Puszcza Solska, Lasy Janowskie i Lipskie: przewodnik (wraz z Włodzimierzem Wójcikowskim, 1982)
- Gruby i inni (1985)
- Zaginiony sztandar (1986)
- Czarciołapek (1987)

## Nagrody i odznaczenia
- 1979 - Srebrny Krzyż Zasługi
- 1997 - nagroda oddziału ZASP w Lublinie
- 2001 - Nagroda Kulturalna Samorządu Województwa Lubelskiego z okazji Międzynarodowego Dnia Teatru